# Лео Мале
Лео́ Мале́, власне Лео́н Мале́ (фр. Léo Malet, Léon Malet; 7 березня 1909, Монпельє, Франція — 3 березня 1996, Шатійон-су-Баньйо, О-де-Сен, Франція) — французький письменник, автор детективної та сюрреалістичної прози. Лауреат Гран-прі поліцейської літератури (1948).

## Біографія
Трирічним втратив батьків, його виховувала бабуся. Самоук. З 1925 року виступав як шансоньє на Монмартрі. Змінив багато занять, займався журналістикою, працював у кіно (пізніше він знявся в епізодичній ролі у Марселя Карне у фільмі «Набережна туманів»). Був близький до анархістів, друкувався у їхніх виданнях. Писав вірші, в 1930—1949 роках входив у групу сюрреалістів, дружив з Андре Бретоном, Івом Тангі, Жаком Превером, який став на його весіллі дружкою нареченої (дружкою нареченого був Оскар Домінгес). Разом з Бенжаменом Пере був членом МРП. У травні 1940 року Мале разом з Бенжаменом Пере та ще кількома троцькістами заарештувала поліція за звинуваченням в підривних публікаціях. Невдовзі Мале був звільнений, але незабаром знову заарештований, цього разу німцями. 8 місяців він провів у таборі в Зандбостелі, вийшов на волю за фальшивою довідкою, виданою лікарем, який симпатизував сюрреалістам.
Лео Мале плідно співпрацював з відомим автором коміксів Жаком Тарді, який на основі його творів створив низку графічних романів, які були опубліковані у видавництві «Кастерман».